# Jason Kidd
Jason Frederick Kidd (San Francisco, 23 marzo 1973) è un allenatore di pallacanestro ed ex cestista statunitense, di ruolo playmaker.
Considerato uno dei migliori playmaker di tutti i tempi, nel corso della carriera ha giocato esclusivamente in NBA, vincendo un titolo nel 2011 con i Dallas Mavericks.
Dal 2018 è fra i membri del Naismith Memorial Basketball Hall of Fame.

## Caratteristiche tecniche

### Giocatore
Alto 193 cm per 95 kg, Kidd giocava come playmaker, spesso sovrastando fisicamente il diretto concorrente: è stato un giocatore completo, capace di servire assist ai compagni con regolarità (spesso anche molto spettacolari), un eccellente rimbalzista (in sei stagioni ha superato i 7 rimbalzi in media per partita, con un record di 8,2 nella stagione 2006-07; il suo career high è 19), un buon tiratore da 3 (1988 triple in 1391 partite con il 34,9%) con ottime capacità di penetrazione, dedito più all'assist che alla realizzazione (3º posto all time per assist totali). Inoltre, grazie al suo fisico, dava il suo contributo anche nella sua metà campo (2º posto all time per palle rubate totali). A testimonianza della sua completezza, detiene la quarta posizione nella speciale classifica delle triple doppie a quota 108.

## Carriera

### NBA

#### Dallas Mavericks (1994-1996)
Dopo due anni da protagonista alla University of California at Berkeley con 14,9 punti e 8,4 assist di media, viene selezionato al numero 2 del Draft NBA 1994 dai Dallas Mavericks. Nel corso della sua prima stagione in NBA, alla fine della quale verrà nominato co-rookie of the year (insieme a Grant Hill), conduce i Mavs a quota 36 vittorie, contro le 13 dell'anno precedente.

#### Phoenix Suns (1996-2001)
Dopo due anni a Dallas, nel corso della stagione 1996-97 viene ceduto ai Phoenix Suns. Nei suoi cinque anni ai Suns disputa sempre i play-off, vincendo la classifica degli assist per tre stagioni consecutive dal 1999 al 2001.

#### New Jersey Nets (2001-2008)

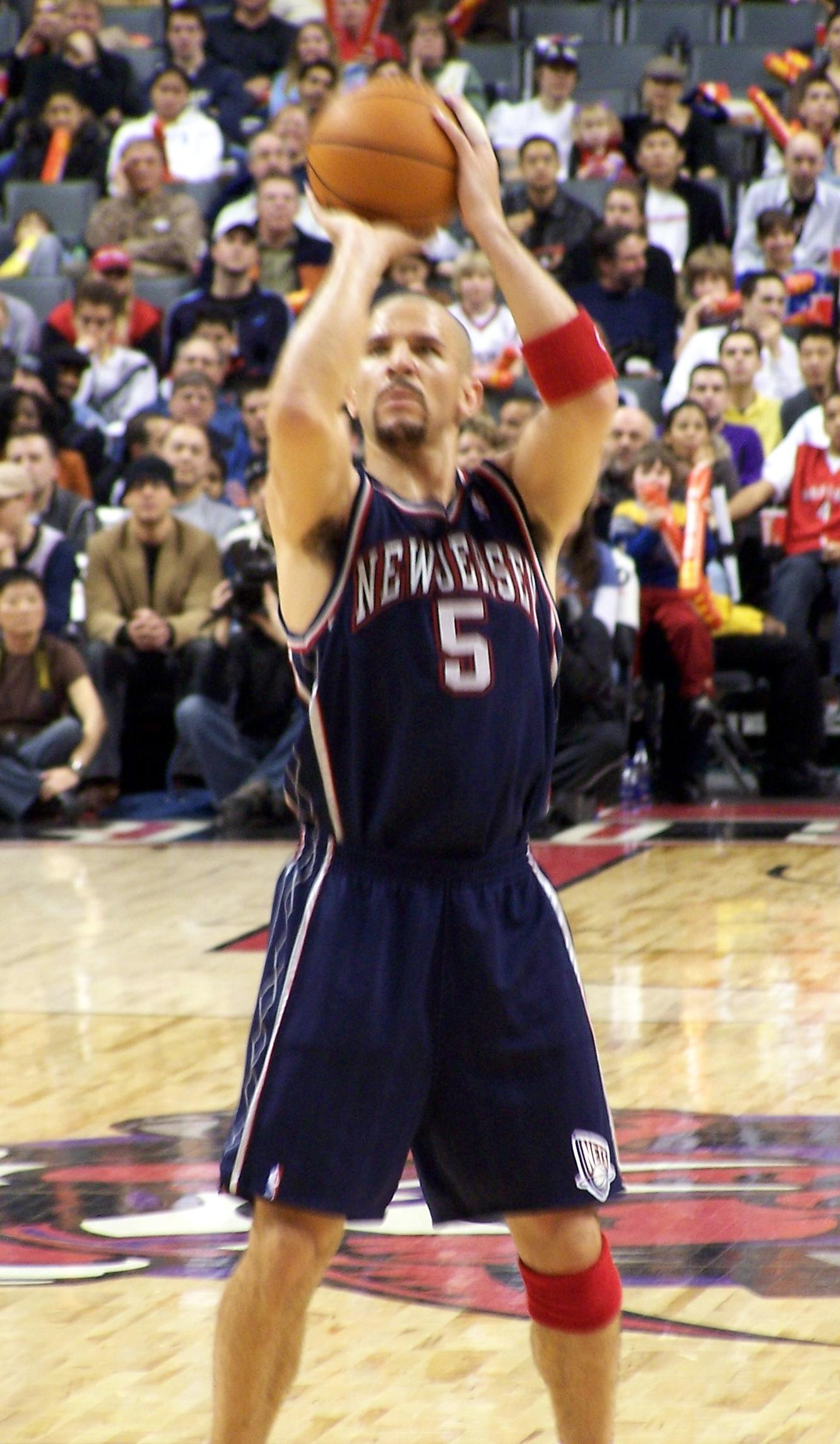
Kidd al tiro libero con i Nets

Al termine di quella stagione, viene ceduto ai New Jersey Nets in cambio di Stephon Marbury. Sotto la sua guida, i Nets passano dalle 26 vittorie del 2001 alle 52 del 2002, con una stagione stellare di Kidd, che porta i Nets fino alle finali NBA, poi perse contro i Los Angeles Lakers di Shaquille O'Neal e Kobe Bryant per 4 a 0. Kidd arriverà al secondo posto nella classifica per l'MVP della NBA Regular Season, preceduto solamente da Tim Duncan.
Nella stagione seguente, Kidd e i Nets arriveranno nuovamente alle finali NBA, perse questa volta con i San Antonio Spurs con un 4 a 2 nella serie. Jason vince nuovamente la classifica degli assist, impresa che ripeterà anche l'anno successivo.

#### Ritorno ai Dallas Mavericks (2008-2012)
Nel febbraio 2008 ritorna a giocare ai Mavericks per aiutare la franchigia texana a conquistare il suo primo "anello". Nel 2011 il sogno si avvera dopo un cammino trionfale nei play-off, dove eliminano Trail Blazers, Lakers e Thunder facendo sì che Kidd arrivi per la terza volta alle NBA Finals. Qui i Mavs battono a sorpresa in finale per 4-2 i Miami Heat di LeBron James, Dwyane Wade e Chris Bosh conquistando il primo titolo nella loro storia: è il primo titolo anche per Kidd, che corona una carriera NBA lunga 17 anni.

#### New York Knicks (2012-2013)

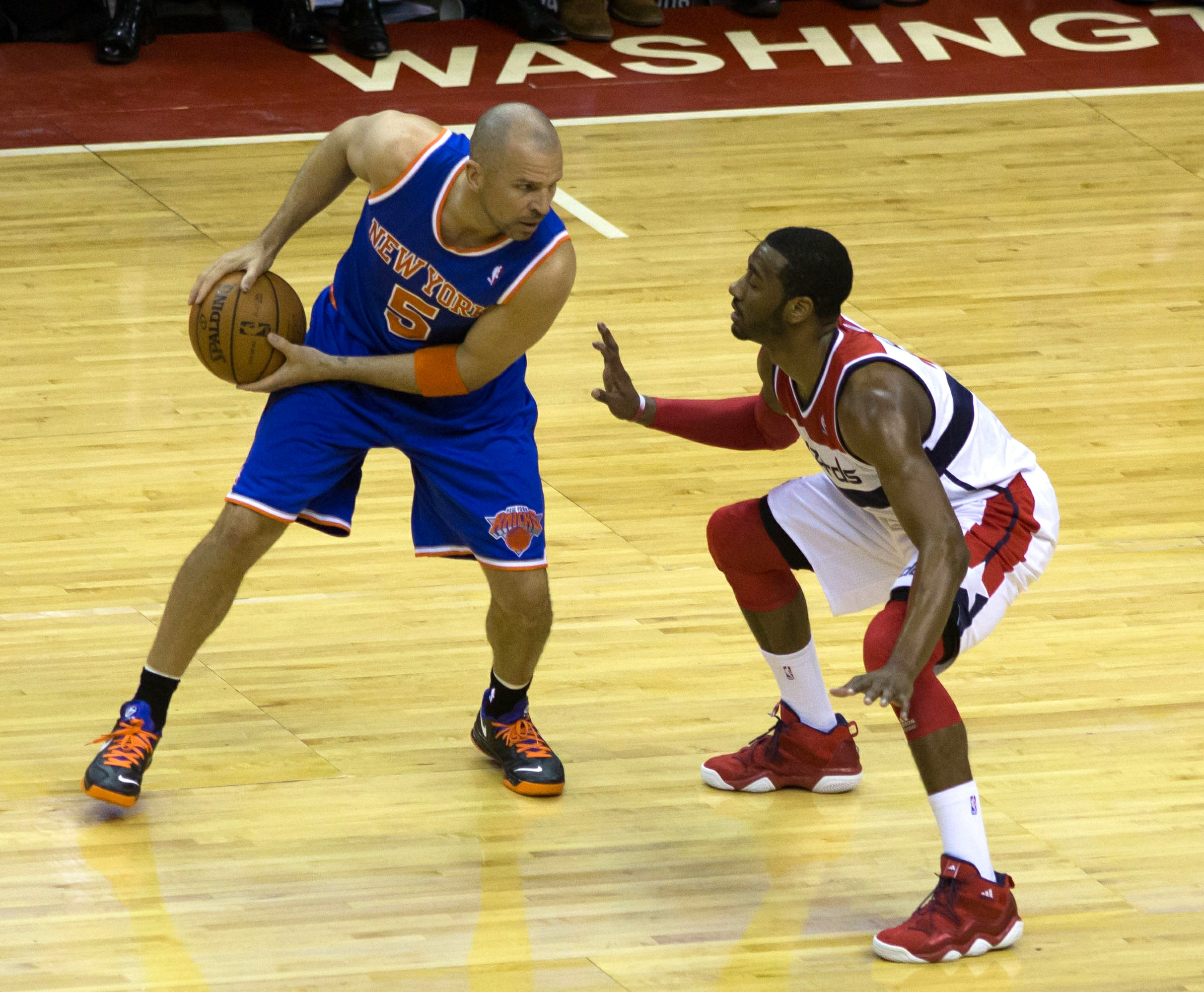
Kidd a New York contro John Wall

Dopo una stagione 2011-12 non esaltante per i campioni in carica Kidd dice di voler finire la sua carriera in una grande squadra che potrebbero essere i Chicago Bulls orfani dell'infortunato Derrick Rose. Ma alla fine ad assicurarsi il playmaker ex Nets sono i New York Knicks di Carmelo Anthony e Amar'e Stoudemire con i quali firma un contratto uguale a quello precedente, 9 milioni per tre anni. La stagione ai Knicks inizia molto bene sia a livello personale che a livello di squadra per poi avere un calo nella seconda parte. New York riesce comunque ad entrare nei play-off col secondo miglior record ad est. Qui Kidd incontra delle difficoltà incredibili, infatti dopo gara-2 della prima serie con Boston, vinta poi dai Knicks in 6 gare, non riuscirà a segnare più un canestro in tutti i play-off che si concludono con l'eliminazione in 6 gare in semifinale da parte di Indiana.
Il 3 giugno 2013 annuncia il suo ritiro dopo 19 anni nell'NBA. Il 17 ottobre 2013 i Brooklyn Nets hanno ritirato la sua maglia, per onorare i 7 anni di militanza nella squadra che all'epoca aveva base nel New Jersey.

### Nazionale
Kidd ha vinto molto anche con la nazionale USA, con cui ha giocato 52 partite: tra i trofei vanta due titoli olimpici (2000 e 2008) e tre titoli continentali (1999, 2003, 2007). Nel 2000 fu uno dei componenti della nazionale statunitense che vinse la medaglia d'oro alle Olimpiadi di Sydney. Ha vinto il suo secondo oro olimpico ai Giochi olimpici 2008 di Pechino.
Nelle 52 presenze con la nazionale statunitense, Kidd non ha mai subito una sconfitta: ha giocato 16 partite alle Olimpiadi vinte (2000 e 2008), 30 nei campionati continentali (1999, 2003 e 2007) e 6 nelle amichevoli, vincendole tutte 52. È secondo nella classifica dei giocatori con il maggior numero di assist nel Team USA: primo in questa speciale classifica resta John Stockton.

### Carriera da allenatore

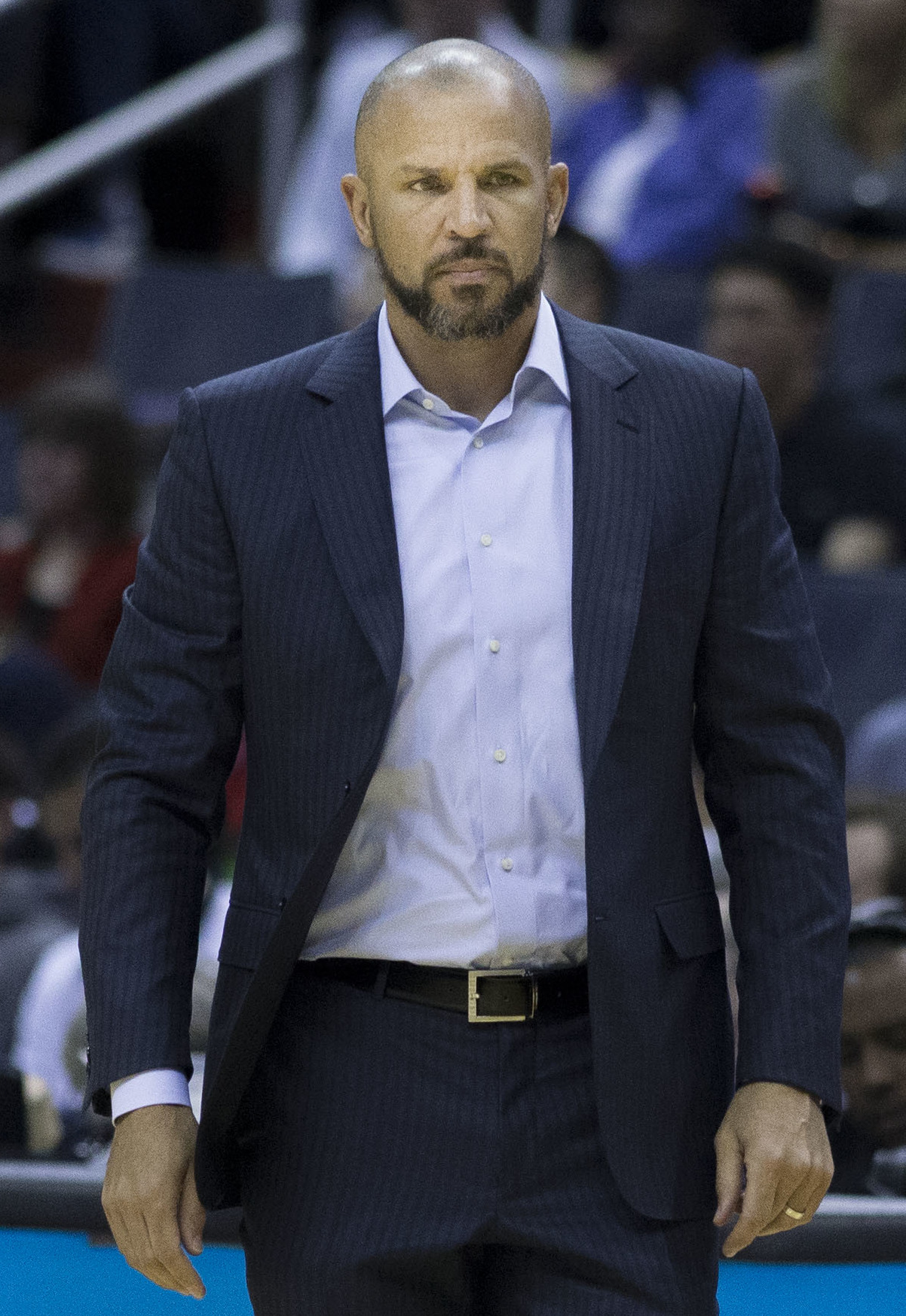
Kidd da allenatore dei Nets

Il 13 giugno 2013, a 40 anni e a pochi giorni dal suo ritiro da giocatore, viene ingaggiato come allenatore dai Brooklyn Nets.
Il 1º luglio 2014 viene ufficializzata la trade che lo porta ad essere l'allenatore dei Milwaukee Bucks, in cambio di due seconde scelte, una nel Draft del 2015 e una nel Draft del 2019.
Il 22 gennaio 2018 dopo 4 stagioni venne esonerato dai Bucks.
Il 31 luglio 2019 diviene il vice-allenatore dei Los Angeles Lakers.
Il 28 giugno 2021 in seguito alle dimissioni di Rick Carlisle diventa l'allenatore dei Dallas Mavericks.

## Statistiche
| † | Denota una stagione in cui Kidd ha vinto il titolo |
| * | Primo nella lega                                   |

### NCAA
| Anno      | Squadra         | PG | PT | MP   | TC%  | 3P%  | TL%  | RP  | AP  | PRP | SP  | PP   |
| --------- | --------------- | -- | -- | ---- | ---- | ---- | ---- | --- | --- | --- | --- | ---- |
| 1992-1993 | Calif. G. Bears | 29 | -  | 31,8 | 46,3 | 28,6 | 65,7 | 4,9 | 7,7 | 3,8 | 0,3 | 13,0 |
| 1993-1994 | Calif. G. Bears | 30 | -  | 35,1 | 47,2 | 36,2 | 69,2 | 6,9 | 9,1 | 3,1 | 0,3 | 16,7 |
| Carriera  | Carriera        | 59 | -  | 33,5 | 46,8 | 33,3 | 67,7 | 5,9 | 8,4 | 3,5 | 0,3 | 14,9 |

### NBA

#### Regular season
| Anno       | Squadra          | PG   | PT   | MP   | TC%  | 3P%  | TL%  | RP  | AP    | PRP | SP  | PP   |
| ---------- | ---------------- | ---- | ---- | ---- | ---- | ---- | ---- | --- | ----- | --- | --- | ---- |
| 1994-1995  | Dallas Mavericks | 79   | 79   | 33,8 | 38,5 | 27,2 | 69,8 | 5,4 | 7,7   | 1,9 | 0,3 | 11,7 |
| 1995-1996  | Dallas Mavericks | 81   | 81   | 37,5 | 38,1 | 33,6 | 69,2 | 6,8 | 9,7   | 2,2 | 0,3 | 16,6 |
| 1996-1997  | Dallas Mavericks | 22   | 22   | 36,0 | 36,9 | 32,3 | 66,7 | 4,1 | 9,1   | 2,0 | 0,4 | 9,9  |
| 1996-1997  | Phoenix Suns     | 33   | 23   | 35,5 | 42,3 | 40,0 | 68,8 | 4,8 | 9,0   | 2,4 | 0,4 | 11,6 |
| 1997-1998  | Phoenix Suns     | 82*  | 82   | 38,0 | 41,6 | 31,3 | 79,9 | 6,2 | 9,1   | 2,0 | 0,3 | 11,6 |
| 1998-1999  | Phoenix Suns     | 50*  | 50   | 41,2 | 44,4 | 36,6 | 75,7 | 6,8 | 10,8* | 2,3 | 0,4 | 16,9 |
| 1999-2000  | Phoenix Suns     | 67   | 67   | 39,0 | 40,9 | 33,7 | 82,9 | 7,2 | 10,1* | 2,0 | 0,4 | 14,3 |
| 2000-2001  | Phoenix Suns     | 77   | 76   | 39,8 | 41,1 | 29,7 | 81,4 | 6,4 | 9,8*  | 2,2 | 0,3 | 16,9 |
| 2001-2002  | N.J. Nets        | 82   | 82   | 37,3 | 39,1 | 32,1 | 81,4 | 7,3 | 9,9   | 2,1 | 0,2 | 14,7 |
| 2002-2003  | N.J. Nets        | 80   | 80   | 37,4 | 41,4 | 34,1 | 84,1 | 6,3 | 8,9*  | 2,2 | 0,3 | 18,7 |
| 2003-2004  | N.J. Nets        | 67   | 66   | 36,6 | 38,4 | 32,1 | 82,7 | 6,4 | 9,2*  | 1,8 | 0,2 | 15,5 |
| 2004-2005  | N.J. Nets        | 66   | 65   | 36,9 | 39,8 | 36,0 | 74,0 | 7,4 | 8,3   | 1,9 | 0,1 | 14,4 |
| 2005-2006  | N.J. Nets        | 80   | 80   | 37,2 | 40,4 | 35,2 | 79,5 | 7,3 | 8,4   | 1,9 | 0,4 | 13,3 |
| 2006-2007  | N.J. Nets        | 80   | 80   | 36,7 | 40,6 | 34,3 | 77,8 | 8,2 | 9,2   | 1,6 | 0,3 | 13,0 |
| 2007-2008  | N.J. Nets        | 51   | 51   | 37,2 | 36,6 | 35,6 | 82,0 | 8,1 | 10,4  | 1,5 | 0,3 | 11,3 |
| 2007-2008  | Dallas Mavericks | 29   | 29   | 34,9 | 42,6 | 46,1 | 81,5 | 6,5 | 9,5   | 2,1 | 0,4 | 9,9  |
| 2008-2009  | Dallas Mavericks | 81   | 81   | 35,6 | 41,6 | 40,6 | 81,9 | 6,2 | 8,7   | 2,0 | 0,5 | 9,0  |
| 2009-2010  | Dallas Mavericks | 80   | 80   | 36,0 | 42,3 | 42,5 | 80,8 | 5,6 | 9,1   | 1,8 | 0,4 | 10,3 |
| 2010-2011† | Dallas Mavericks | 80   | 80   | 33,2 | 36,1 | 34,0 | 87,0 | 4,4 | 8,2   | 1,7 | 0,4 | 7,9  |
| 2011-2012  | Dallas Mavericks | 48   | 48   | 28,7 | 36,3 | 35,4 | 78,6 | 4,1 | 5,5   | 1,7 | 0,2 | 6,2  |
| 2012-2013  | N.Y. Knicks      | 76   | 48   | 26,9 | 37,2 | 35,1 | 83,3 | 4,3 | 3,3   | 1,6 | 0,3 | 6,0  |
| Carriera   | Carriera         | 1391 | 1350 | 36,0 | 40,0 | 34,9 | 78,5 | 6,3 | 8,7   | 1,9 | 0,3 | 12,6 |
| All-Star   | All-Star         | 9    | 5    | 23,2 | 52,5 | 47,8 | 83,3 | 3,4 | 7,7   | 2,7 | 0,0 | 6,4  |

#### Play-off
| Anno     | Squadra          | PG  | PT  | MP   | TC%  | 3P%  | TL%   | RP   | AP    | PRP  | SP  | PP   |
| -------- | ---------------- | --- | --- | ---- | ---- | ---- | ----- | ---- | ----- | ---- | --- | ---- |
| 1997     | Phoenix Suns     | 5   | 5   | 41,4 | 39,6 | 36,4 | 52,6  | 6,0  | 9,8*  | 2,2  | 0,4 | 12,0 |
| 1998     | Phoenix Suns     | 4   | 4   | 42,8 | 37,9 | 0,0  | 81,3  | 5,8  | 7,8   | 4,0* | 0,5 | 14,3 |
| 1999     | Phoenix Suns     | 3   | 3   | 42,0 | 41,9 | 25,0 | 71,4  | 2,3  | 10,3* | 1,7  | 0,3 | 15,0 |
| 2000     | Phoenix Suns     | 6   | 6   | 38,2 | 40,0 | 36,4 | 77,8  | 6,7  | 8,8   | 1,8  | 0,2 | 9,8  |
| 2001     | Phoenix Suns     | 4   | 4   | 41,5 | 31,9 | 23,5 | 75,0  | 6,0  | 13,3* | 2,0  | 0,0 | 14,3 |
| 2002     | N.J. Nets        | 20* | 20  | 40,2 | 41,5 | 18,9 | 80,8  | 8,2  | 9,1   | 1,7  | 0,4 | 19,6 |
| 2003     | N.J. Nets        | 20  | 20  | 42,6 | 40,2 | 32,7 | 82,5  | 7,7  | 8,2   | 1,8  | 0,2 | 20,1 |
| 2004     | N.J. Nets        | 11  | 11  | 43,1 | 33,3 | 20,8 | 81,1  | 6,6  | 9,0*  | 2,3  | 0,5 | 12,6 |
| 2005     | N.J. Nets        | 4   | 4   | 45,5 | 38,8 | 36,7 | 54,5  | 9,0  | 7,3   | 2,5  | 0,0 | 17,3 |
| 2006     | N.J. Nets        | 11  | 11  | 40,9 | 37,1 | 30,0 | 82,6  | 7,6  | 9,6   | 1,5  | 0,2 | 12,0 |
| 2007     | N.J. Nets        | 12  | 12  | 40,3 | 43,2 | 42,0 | 52,0  | 10,9 | 10,9  | 1,8  | 0,4 | 14,6 |
| 2008     | Dallas Mavericks | 5   | 5   | 36,0 | 42,1 | 46,2 | 62,5  | 6,4  | 6,8   | 1,4  | 0,4 | 8,6  |
| 2009     | Dallas Mavericks | 10  | 10  | 38,6 | 45,8 | 44,7 | 85,0  | 5,8  | 5,9   | 2,2  | 0,3 | 11,4 |
| 2010     | Dallas Mavericks | 6   | 6   | 40,5 | 30,4 | 32,1 | 91,7  | 6,8  | 7,0   | 2,3  | 0,2 | 8,0  |
| 2011†    | Dallas Mavericks | 21* | 21  | 35,4 | 39,8 | 37,4 | 80,0  | 4,5  | 7,3   | 1,9  | 0,5 | 9,3  |
| 2012     | Dallas Mavericks | 4   | 4   | 36,0 | 34,1 | 34,6 | 90,0  | 6,0  | 6,0   | 3,0* | 0,3 | 11,5 |
| 2013     | N.Y. Knicks      | 12  | 0   | 20,6 | 12,0 | 17,6 | 100,0 | 3,5  | 2,0   | 1,0  | 0,3 | 0,9  |
| Carriera | Carriera         | 158 | 146 | 38,5 | 39,1 | 32,2 | 78,1  | 6,7  | 8,0   | 1,9  | 0,3 | 12,9 |

#### Massimi in carriera
- Massimo di punti: 43 vs. Houston Rockets (29 marzo 2001)[30]
- Massimo di rimbalzi: 19 vs. Orlando Magic (16 novembre 2007)
- Massimo di assist: 25 vs. Utah Jazz (8 febbraio 1996)
- Massimo di palle rubate: 7 (2 volte)
- Massimo di stoppate: 4 (2 volte)
- Massimo di minuti giocati: 57 vs Detroit Pistons (14 maggio 2004)

### Cronologia presenze e punti in Nazionale

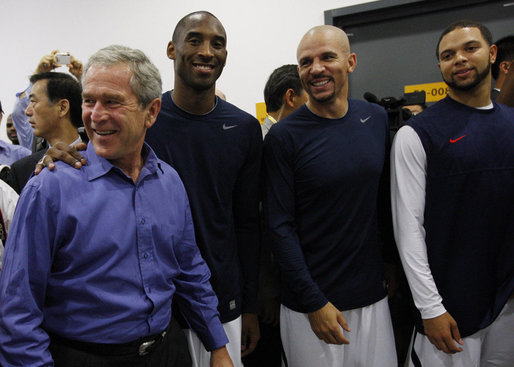
Kidd prima delle Olimpiadi 2008 con Kobe Bryant, Deron Williams e George W. Bush

| Cronologia completa delle presenze e dei punti in Nazionale - Stati Uniti | Cronologia completa delle presenze e dei punti in Nazionale - Stati Uniti | Cronologia completa delle presenze e dei punti in Nazionale - Stati Uniti | Cronologia completa delle presenze e dei punti in Nazionale - Stati Uniti | Cronologia completa delle presenze e dei punti in Nazionale - Stati Uniti | Cronologia completa delle presenze e dei punti in Nazionale - Stati Uniti | Cronologia completa delle presenze e dei punti in Nazionale - Stati Uniti | Cronologia completa delle presenze e dei punti in Nazionale - Stati Uniti |
| Data                                                                      | Città                                                                     | In casa                                                                   | Risultato                                                                 | Ospiti                                                                    | Competizione                                                              | Punti                                                                     | Note                                                                      |
| ------------------------------------------------------------------------- | ------------------------------------------------------------------------- | ------------------------------------------------------------------------- | ------------------------------------------------------------------------- | ------------------------------------------------------------------------- | ------------------------------------------------------------------------- | ------------------------------------------------------------------------- | ------------------------------------------------------------------------- |
| 15-7-1999                                                                 | San Juan                                                                  | Uruguay                                                                   | 72 - 118                                                                  | Stati Uniti                                                               | Americas Ch'ship 1999 - 1º turno                                          | n.d.                                                                      | [ 23 ]                                                                    |
| 16-7-1999                                                                 | San Juan                                                                  | Stati Uniti                                                               | 94 - 60                                                                   | Canada                                                                    | Americas Ch'ship 1999 - 1º turno                                          | n.d                                                                       | [ 23 ]                                                                    |
| 17-7-1999                                                                 | San Juan                                                                  | Argentina                                                                 | 72 - 103                                                                  | Stati Uniti                                                               | Americas Ch'ship 1999 - 1º turno                                          | n.d.                                                                      | [ 23 ]                                                                    |
| 18-7-1999                                                                 | San Juan                                                                  | Stati Uniti                                                               | 88 - 52                                                                   | Cuba                                                                      | Americas Ch'ship 1999 - 1º turno                                          | n.d                                                                       | [ 23 ]                                                                    |
| 19-7-1999                                                                 | San Juan                                                                  | Stati Uniti                                                               | 107 - 71                                                                  | Rep. Dominicana                                                           | Americas Ch'ship 1999 - 2º turno                                          | n.d                                                                       | [ 23 ]                                                                    |
| 20-7-1999                                                                 | San Juan                                                                  | Argentina                                                                 | 73 - 90                                                                   | Stati Uniti                                                               | Americas Ch'ship 1999 - 2º turno                                          | n.d.                                                                      | [ 23 ]                                                                    |
| 21-7-1999                                                                 | San Juan                                                                  | Venezuela                                                                 | 61 - 83                                                                   | Stati Uniti                                                               | Americas Ch'ship 1999 - 2º turno                                          | n.d.                                                                      | [ 23 ]                                                                    |
| 22-7-1999                                                                 | San Juan                                                                  | Porto Rico                                                                | 76 - 115                                                                  | Stati Uniti                                                               | Americas Ch'ship 1999 - 2º turno                                          | n.d.                                                                      | [ 23 ]                                                                    |
| 23-7-1999                                                                 | San Juan                                                                  | Stati Uniti                                                               | 88 - 59                                                                   | Argentina                                                                 | Americas Ch'ship 1999 - Semifinale                                        | n.d                                                                       | [ 23 ]                                                                    |
| 24-7-1999                                                                 | San Juan                                                                  | Stati Uniti                                                               | 92 - 66                                                                   | Canada                                                                    | Americas Ch'ship 1999 - Finale                                            | n.d                                                                       | [ 23 ]                                                                    |
| 17-9-2000                                                                 | Sydney                                                                    | Cina                                                                      | 72 - 119                                                                  | Stati Uniti                                                               | Olimpiadi 2000 - 1º turno                                                 | 4                                                                         | [ 31 ]                                                                    |
| 19-9-2000                                                                 | Sydney                                                                    | Stati Uniti                                                               | 93 - 61                                                                   | Italia                                                                    | Olimpiadi 2000 - 1º turno                                                 | 4                                                                         | [ 32 ]                                                                    |
| 21-9-2000                                                                 | Sydney                                                                    | Stati Uniti                                                               | 85 - 76                                                                   | Lituania                                                                  | Olimpiadi 2000 - 1º turno                                                 | 7                                                                         | [ 33 ]                                                                    |
| 23-9-2000                                                                 | Sydney                                                                    | Nuova Zelanda                                                             | 56 - 102                                                                  | Stati Uniti                                                               | Olimpiadi 2000 - 1º turno                                                 | 2                                                                         | [ 34 ]                                                                    |
| 25-9-2000                                                                 | Sydney                                                                    | Francia                                                                   | 94 - 106                                                                  | Stati Uniti                                                               | Olimpiadi 2000 - 1º turno                                                 | 11                                                                        | [ 35 ]                                                                    |
| 28-9-2000                                                                 | Sydney                                                                    | Stati Uniti                                                               | 85 - 70                                                                   | Russia                                                                    | Olimpiadi 2000 - Quarti di finale                                         | 10                                                                        | [ 36 ]                                                                    |
| 29-9-2000                                                                 | Sydney                                                                    | Lituania                                                                  | 83 - 85                                                                   | Stati Uniti                                                               | Olimpiadi 2000 - Semifinale                                               | 6                                                                         | [ 37 ]                                                                    |
| 1-10-2000                                                                 | Sydney                                                                    | Francia                                                                   | 75 - 85                                                                   | Stati Uniti                                                               | Olimpiadi 2000 - Finale                                                   | 4                                                                         | [ 38 ]                                                                    |
| 20-8-2003                                                                 | San Juan                                                                  | Stati Uniti                                                               | 110 - 76                                                                  | Brasile                                                                   | Americas Ch'ship 2003 - 1º turno                                          | 5                                                                         | [ 39 ]                                                                    |
| 21-8-2003                                                                 | San Juan                                                                  | Stati Uniti                                                               | 111 - 73                                                                  | Rep. Dominicana                                                           | Americas Ch'ship 2003 - 1º turno                                          | 4                                                                         | [ 40 ]                                                                    |
| 22-8-2003                                                                 | San Juan                                                                  | Venezuela                                                                 | 69 - 98                                                                   | Stati Uniti                                                               | Americas Ch'ship 2003 - 1º turno                                          | 2                                                                         | [ 41 ]                                                                    |
| 23-8-2003                                                                 | San Juan                                                                  | Isole Vergini Americane                                                   | 55 - 113                                                                  | Stati Uniti                                                               | Americas Ch'ship 2003 - 1º turno                                          | 0                                                                         | [ 42 ]                                                                    |
| 25-8-2003                                                                 | San Juan                                                                  | Canada                                                                    | 71 - 111                                                                  | Stati Uniti                                                               | Americas Ch'ship 2003 - 2º turno                                          | 2                                                                         | [ 43 ]                                                                    |
| 26-8-2003                                                                 | San Juan                                                                  | Stati Uniti                                                               | 94 - 86                                                                   | Argentina                                                                 | Americas Ch'ship 2003 - 2º turno                                          | 4                                                                         | [ 44 ]                                                                    |
| 27-8-2003                                                                 | San Juan                                                                  | Messico                                                                   | 69 - 96                                                                   | Stati Uniti                                                               | Americas Ch'ship 2003 - 2º turno                                          | 5                                                                         | [ 45 ]                                                                    |
| 28-8-2003                                                                 | San Juan                                                                  | Stati Uniti                                                               | 91 - 65                                                                   | Porto Rico                                                                | Americas Ch'ship 2003 - 2º turno                                          | 3                                                                         | [ 46 ]                                                                    |
| 30-8-2003                                                                 | San Juan                                                                  | Stati Uniti                                                               | 81 - 71                                                                   | Porto Rico                                                                | Americas Ch'ship 2003 - Semifinale                                        | 4                                                                         | [ 47 ]                                                                    |
| 31-8-2003                                                                 | San Juan                                                                  | Stati Uniti                                                               | 106 - 73                                                                  | Argentina                                                                 | Americas Ch'ship 2003 - Finale                                            | 5                                                                         | [ 48 ]                                                                    |
| 22-7-2007                                                                 | Las Vegas                                                                 | Stati Uniti                                                               | 104 - 105                                                                 | Stati Uniti                                                               | Amichevole                                                                | 2                                                                         | [ 49 ]                                                                    |
| 22-8-2007                                                                 | Las Vegas                                                                 | Stati Uniti                                                               | 112 - 69                                                                  | Venezuela                                                                 | Americas Ch'ship 2007 - Gironi di qual.                                   | 0                                                                         | [ 50 ]                                                                    |
| 23-8-2007                                                                 | Las Vegas                                                                 | Isole Vergini Americane                                                   | 59 - 123                                                                  | Stati Uniti                                                               | Americas Ch'ship 2007 - Gironi di qual.                                   | 3                                                                         | [ 51 ]                                                                    |
| 25-8-2007                                                                 | Las Vegas                                                                 | Stati Uniti                                                               | 113 - 63                                                                  | Canada                                                                    | Americas Ch'ship 2007 - Gironi di qual.                                   | 0                                                                         | [ 52 ]                                                                    |
| 26-8-2007                                                                 | Las Vegas                                                                 | Brasile                                                                   | 76 - 113                                                                  | Stati Uniti                                                               | Americas Ch'ship 2007 - 2ª fase a gironi                                  | 4                                                                         | [ 53 ]                                                                    |
| 27-8-2007                                                                 | Las Vegas                                                                 | Stati Uniti                                                               | 127 - 100                                                                 | Messico                                                                   | Americas Ch'ship 2007 - 2ª fase a gironi                                  | 0                                                                         | [ 54 ]                                                                    |
| 28-8-2007                                                                 | Las Vegas                                                                 | Porto Rico                                                                | 78 - 117                                                                  | Stati Uniti                                                               | Americas Ch'ship 2007 - 2ª fase a gironi                                  | 0                                                                         | [ 55 ]                                                                    |
| 29-8-2007                                                                 | Las Vegas                                                                 | Uruguay                                                                   | 79 - 118                                                                  | Stati Uniti                                                               | Americas Ch'ship 2007 - 2ª fase a gironi                                  | 3                                                                         | [ 56 ]                                                                    |
| 30-8-2007                                                                 | Las Vegas                                                                 | Argentina                                                                 | 76 - 91                                                                   | Stati Uniti                                                               | Americas Ch'ship 2007 - 2ª fase a gironi                                  | 0                                                                         | [ 57 ]                                                                    |
| 1-9-2007                                                                  | Las Vegas                                                                 | Stati Uniti                                                               | 135 - 91                                                                  | Porto Rico                                                                | Americas Ch'ship 2007 - Semifinale                                        | 8                                                                         | [ 58 ]                                                                    |
| 2-9-2007                                                                  | Las Vegas                                                                 | Argentina                                                                 | 81 - 118                                                                  | Stati Uniti                                                               | Americas Ch'ship 2007 - Finale                                            | 0                                                                         | [ 59 ]                                                                    |
| 25-7-2008                                                                 | Las Vegas                                                                 | Stati Uniti                                                               | 120 - 65                                                                  | Canada                                                                    | Amichevole                                                                | 0                                                                         | [ 60 ]                                                                    |
| 31-7-2008                                                                 | Macao                                                                     | Stati Uniti                                                               | 114 - 82                                                                  | Turchia                                                                   | Amichevole                                                                | 3                                                                         | [ 61 ]                                                                    |
| 1-8-2008                                                                  | Macao                                                                     | Stati Uniti                                                               | 120 - 84                                                                  | Lituania                                                                  | Amichevole                                                                | 2                                                                         | [ 62 ]                                                                    |
| 3-8-2008                                                                  | Shanghai                                                                  | Stati Uniti                                                               | 89 - 68                                                                   | Russia                                                                    | Amichevole                                                                | 0                                                                         | [ 63 ]                                                                    |
| 5-8-2008                                                                  | Shanghai                                                                  | Stati Uniti                                                               | 87 - 76                                                                   | Australia                                                                 | Amichevole                                                                | 0                                                                         | [ 64 ]                                                                    |
| 10-8-2008                                                                 | Pechino                                                                   | Cina                                                                      | 70 - 101                                                                  | Stati Uniti                                                               | Olimpiadi 2008 - Fase a gironi                                            | 0                                                                         | [ 65 ]                                                                    |
| 12-8-2008                                                                 | Pechino                                                                   | Angola                                                                    | 76 - 97                                                                   | Stati Uniti                                                               | Olimpiadi 2008 - Fase a gironi                                            | 0                                                                         | [ 66 ]                                                                    |
| 14-8-2008                                                                 | Pechino                                                                   | Stati Uniti                                                               | 92 - 69                                                                   | Grecia                                                                    | Olimpiadi 2008 - Fase a gironi                                            | 0                                                                         | [ 67 ]                                                                    |
| 16-8-2008                                                                 | Pechino                                                                   | Spagna                                                                    | 82 - 119                                                                  | Stati Uniti                                                               | Olimpiadi 2008 - Fase a gironi                                            | 2                                                                         | [ 68 ]                                                                    |
| 18-8-2008                                                                 | Pechino                                                                   | Stati Uniti                                                               | 106 - 57                                                                  | Germania                                                                  | Olimpiadi 2008 - Fase a gironi                                            | 3                                                                         | [ 69 ]                                                                    |
| 20-8-2008                                                                 | Pechino                                                                   | Stati Uniti                                                               | 116 - 85                                                                  | Australia                                                                 | Olimpiadi 2008 - Quarti di finale                                         | 4                                                                         | [ 70 ]                                                                    |
| 22-8-2008                                                                 | Pechino                                                                   | Argentina                                                                 | 81 - 101                                                                  | Stati Uniti                                                               | Olimpiadi 2008 - Semifinale                                               | 2                                                                         | [ 71 ]                                                                    |
| 24-8-2008                                                                 | Pechino                                                                   | Spagna                                                                    | 107 - 118                                                                 | Stati Uniti                                                               | Olimpiadi 2008 - Finale                                                   | 2                                                                         | [ 72 ]                                                                    |
| Totale                                                                    |                                                                           | Presenze                                                                  | 52                                                                        |                                                                           | Punti                                                                     | 120                                                                       |                                                                           |

### Allenatore
| Stagione | Squadra          | Regular Season | Regular Season | Regular Season | Regular Season | Regular Season           | Post Season                                              |
| Stagione | Squadra          | V              | P              | % V            | G              | Posizione finale         | Post Season                                              |
| -------- | ---------------- | -------------- | -------------- | -------------- | -------------- | ------------------------ | -------------------------------------------------------- |
| 2013-14  | Brooklyn Nets    | 44             | 38             | 53,7           | 82             | 2º in Atlantic Division  | Sconfitto alle Semifinali di Conference dagli Heat (1-4) |
| 2014-15  | Milwaukee Bucks  | 41             | 41             | 50,0           | 82             | 3º in Central Division   | Sconfitto al primo round dai Bulls (2-4)                 |
| 2015-16  | Milwaukee Bucks  | 33             | 49             | 40,2           | 82             | 5º in Central Division   | Manca i play-off                                         |
| 2016-17  | Milwaukee Bucks  | 42             | 40             | 51,2           | 82             | 2º in Central Division   | Sconfitto al primo round dai Raptors (2-4)               |
| 2017-18  | Milwaukee Bucks  | 23             | 22             | 51,1           | 55             | -                        | -                                                        |
| 2021-22  | Dallas Mavericks | 52             | 30             | 63,4           | 82             | 2º in Southwest Division | Sconfitto alle Finali di Conference dagli Warriors (1-4) |
| 2022-23  | Dallas Mavericks | 38             | 44             | 46,3           | 82             | 3º in Southwest Division | Manca i play-off                                         |
|          | Carriera         | 273            | 264            | 50,8           | 537            |                          |                                                          |

## Record
- 11 volte con il maggior numero di triple doppie totali in stagione NBA (record)
- La guardia/playmaker con il maggior numero di rimbalzi di sempre in carriera in NBA: 8.725
- L'unico giocatore NBA insieme a LeBron James ad aver registrato un totale di almeno 15 000 punti, 7 000 rimbalzi e 10 000 assist in carriera.[3]
- L'unico giocatore NBA ad aver registrato un totale di almeno 700 assist e 500 rimbalzi nella stessa stagione per 7 volte (Magic Johnson e Oscar Robertson lo hanno fatto entrambi per 6 volte).[3]

Nella storia dell'NBA si colloca:
- 4º in triple doppie (107, l'ultima registrata il 2 marzo 2011 nella vittoria contro i Philadelphia 76ers (13 punti,13 assist, 10 rimbalzi), prima di lui solo Oscar Robertson (181), Magic Johnson (138) e Russell Westbrook (182).[73]
- 5º per numero di triple-doppie di sempre nei Play-off NBA (11)
- 8º in media di assist per partita NBA (8,7)[74]
- 3º per numero di assist di sempre NBA 12 091[8]
- 3º miglior giocatore per palle rubate di sempre NBA (2 554)[75]
- Sesto giocatore con il maggior numero di minuti giocati nella storia sommando ABA e NBA (50.111)
- Sessantesimo miglior rimbalzista di sempre NBA
- Trentaseiesimo nella classifica dei miglior rimbalzisti difensivi di sempre NBA
- Ottantanovesimo miglior marcatore di sempre NBA

## Palmarès

### Club

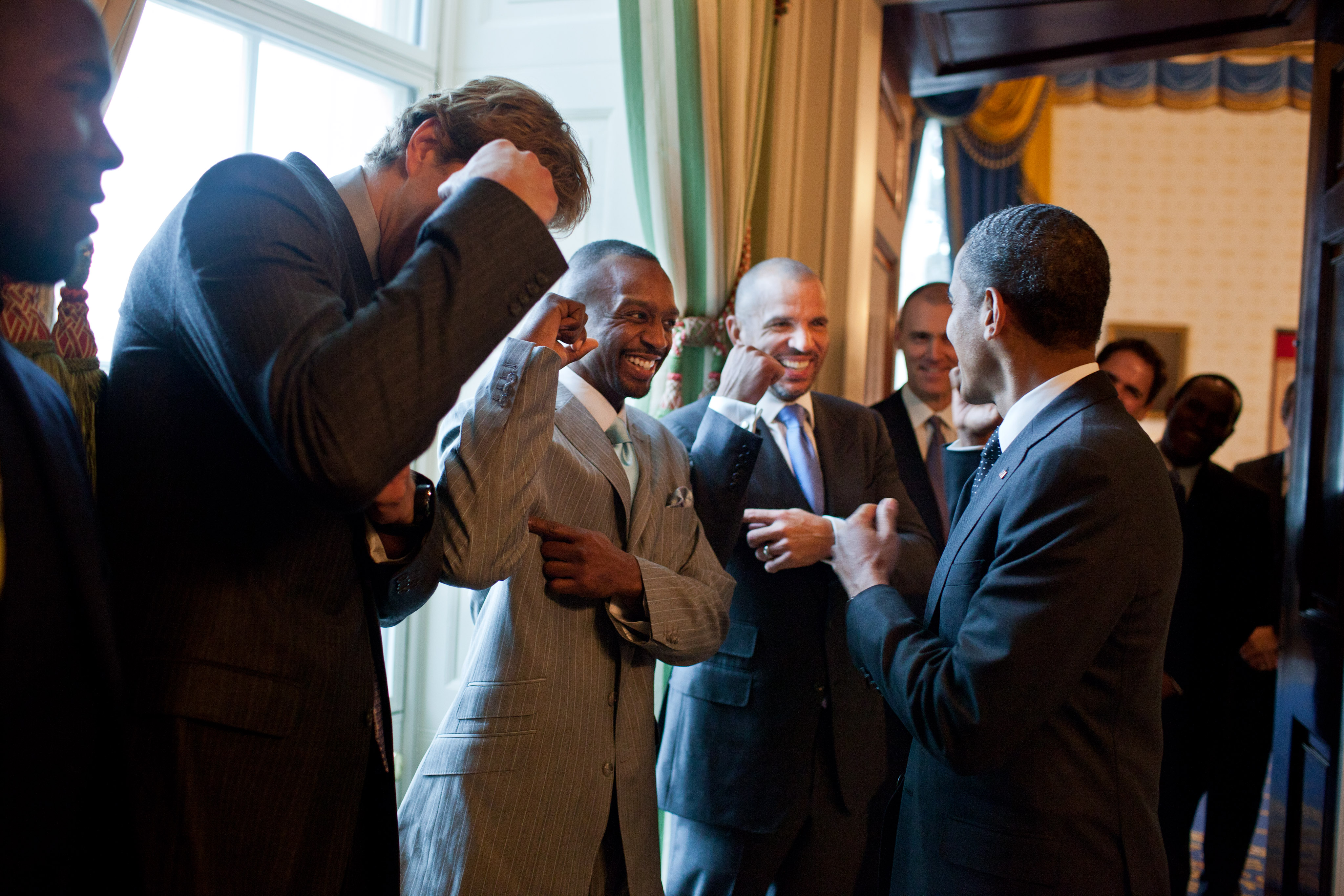
Kidd con i compagni dei Dallas Mavericks durante il ricevimento dal Presidente Barack Obama dopo il titolo vinto nel 2011

- Campionato NBA: 1

Dallas Mavericks: 2011

### Individuale
- NBA Rookie of the Year Award: (1995)
- NBA All-Rookie First Team: (1995)
- All-NBA Team: 6

First Team: 1999, 2000, 2001, 2002, 2004
Second Team: 2003
- NBA All-Defensive Team: 9

First Team: 1999, 2001, 2002, 2006
Second Team: 2000, 2003, 2004, 2005, 2007
- NBA All-Star Game: 10

1996, 1998, 2000, 2001, 2002, 2003, 2004, 2007, 2008, 2010
- Miglior assist-man in stagione NBA: 5  (4° migliore di sempre dopo John Stockton (9), Bob Cousy (8), Oscar Robertson (6) )

1999, 2000, 2001, 2003, 2004
- La sua maglia n.5 è stata ritirata dai Brooklyn Nets
- Inserito nella Naismith Memorial Basketball Hall of Fame nel 2018
- Inserito nel NBA 75th Anniversary Team